# Seriola olbrzymia
Seriola olbrzymia, seriola skośnosmuga, seriola (Seriola dumerili) – gatunek morskiej ryby okoniokształtnej z rodziny ostrobokowatych (Carangidae).

## Występowanie
Ryba występująca we wszystkich oceanach w strefach wód ciepłych i umiarkowanych, nad dnem skalistym w wodach przybrzeżnych.

## Opis
Dorasta maksymalnie do 2 m długości. Ciało wydłużone, bocznie spłaszczone. Głowa o słabo zakrzywionym profilu, małych oczach i długim pysku. Łuski wzdłuż linii bocznej od 150 do 160, drobne, koliste. Dwie płetwy grzbietowe pierwsza krótka podparta 6 – 8 twardymi promieniami, druga długa podparta 34 – 39 miękkimi promieniami, kilka pierwszych wydłużonych. Płetwa odbytowa długa podparta 2 twardymi i 18 – 20  miękkimi promieniami. Trzon ogonowy wąski, płetwa ogonowa silnie wcięta.
Ubarwienie: grzbiet srebrzystoniebieski lub srebrzystoszary, boki jaśniejsze, brzuch białawy. Płetwy ogonowa żółtawa. Od karku do oczu biegną rozmyte ciemniejsze smugi.

## Odżywianie
Odżywia się skorupiakami, głowonogami i małymi rybami ławicowymi, na które poluje w niewielkich grupach.

## Rozród
Tarło odbywa się w miesiącach wiosennych i letnich w zależności od rejonu występowania.